# بياترس ليلي

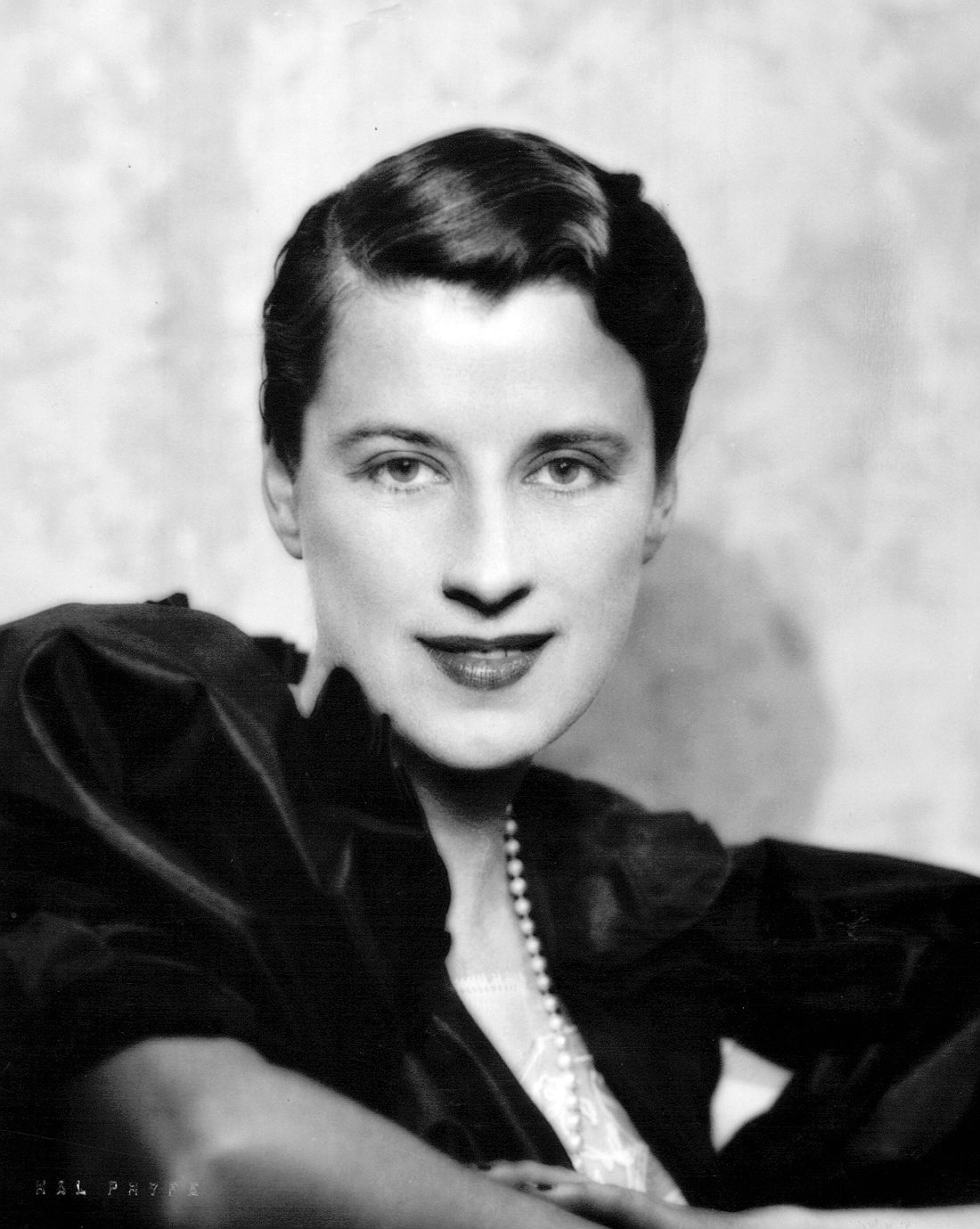
بياتريس ليلي 1950

بياتريس غلاديس «بيا» ليلي (بالإنجليزية: Beatrice Lillie)‏ (29 مايو 1894 - 20 يناير 1989) كانت ممثلة كوميدية. لعبت السيدة مايرز في ميلي مودرن. قبل ذلك لعبت أيضًا دورًا ماريا في فيلم On Approval (1944).
ولدت ليلي في تورنتو، أونتاريو. توفيت بسبب مرض الزهايمر في أوكسفوردشاير، إنجلترا.
خلال الحرب العالمية الثانية، كانت ليلي فنانة ترفيهية مع القوات. فازت بجائزة توني في عام 1953 عن فيلمها «أمسية مع بياتريس ليلي».

## مواقع أخرى
- بياترس ليلي في قاعدة بيانات الأفلام على الإنترنت

## وصلات خارجية
- بياترس ليلي على موقع IMDb (الإنجليزية)
- بياترس ليلي على موقع الموسوعة البريطانية (الإنجليزية)
- بياترس ليلي على موقع ألو سيني (الفرنسية)
- بياترس ليلي على موقع ميوزك برينز (الإنجليزية)
- بياترس ليلي على موقع أول موفي (الإنجليزية)
- بياترس ليلي على موقع قاعدة بيانات برودواي على الإنترنت (الإنجليزية)
- بياترس ليلي على موقع قاعدة بيانات برودواي على الإنترنت (الإنجليزية)
- بياترس ليلي على موقع قاعدة بيانات برودواي على الإنترنت (الإنجليزية)
- بياترس ليلي على موقع قاعدة بيانات الأفلام السويدية (السويدية)
- بياترس ليلي على موقع إن إن دي بي (الإنجليزية)

1. 1 2  Encyclopædia Britannica | Beatrice Lillie (بالإنجليزية), QID:Q5375741
2. 1 2  Discogs | Beatrice Lillie (بالإنجليزية), QID:Q504063
3. 1 2  FemBio-Datenbank | Beatrice Lillie (بالألمانية والإنجليزية), QID:Q61356138
4. ↑  "Beatrice Gladys Lillie at FamilySearch.org". مؤرشف من الأصل في 2020-04-19.